# Aabrücke Rempen
Die Aabrücke Rempen ist eine Strassenbrücke in Vorderthal im Kanton Schwyz, welche die Wägitalstrasse über den Rämpensee führt. Sie wurde 1923 im Auftrag der AG Kraftwerk Wägital von der Firma Locher & Cie, Zürich, als Generalunternehmer für die Ingenieur- und Bauarbeiten erstellt. Die im August 1923 gebaute Brücke ersetzte die alte Steinbogenbrücke im Rötentäli über die Wägitaler Aa, die durch den Aufstau des Rämpensees unbrauchbar geworden war. Ende Oktober 1923 fand die Belastungsprobe mit zwei 11-Tonnen-Lastwagen statt.

Alte Rötentäli-Bogenbrücke über die Wägitaler Aa und neue Aabrücke

Die 67,6 m lange Brücke ist als Rahmenbrücke mit einem Plattenbalkenüberbau in Stahlbeton ausgeführt. Sie weist drei Öffnungen auf: die Mittlere hat eine lichte Weite von 26,1 m, die anderen beiden eine von 20 m. Die semi-integrale Brücke weist auf der Seite Vorderthal eine Gelenkstütze als festes Lager und auf der Seite Siebnen eine Pendelstütze als bewegliches Lager. Die beiden nur 60 cm breiten Mittelpfeiler haben unten Flachlager und sind oben elastisch in den Hauptträger eingespannt. Dieser ist als Plattenbalkenüberbau ausgeführt, wobei fünf Balken mit den Massen 130 × 40 cm eine 5,3 m breite 16 cm dicke Fahrbahnplatte tragen, die durch Querrippen versteift ist.

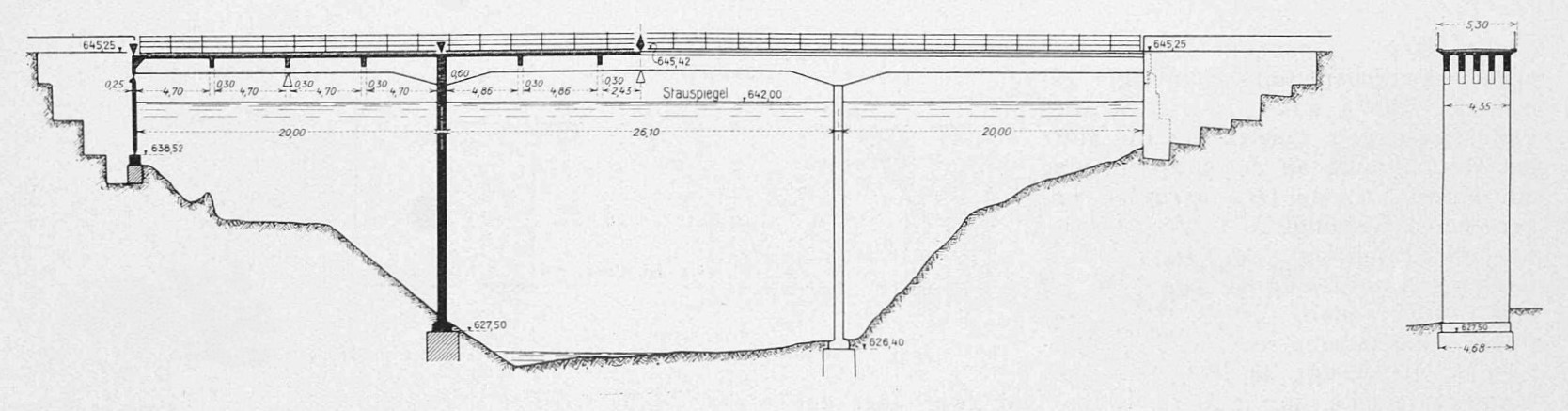
Längs- und Querschnitt